# خبب (مشية خيل)
الخبب وهي نوع من أنواع المشية للحصان ويُسمَّى المُدَرَّب عليها خَبَّاب، وتقوم على ضربتين، يضع فيها الجواد زوج القوائم القطرية على الأرض في وقت واحد، وبعد لحظة من التوقف يقفز على القوائم القطرية الأخرى (قائمة خلفية يسرى+ قائمة أمامية يمنى، ثم قائمة خلفية يمنى + قائمة أمامية يسرى) وتسمع فقط صوت ضربتين على الأرض، الأولى عندما تلمس حوافر القائمة الخلفية اليسرى، والقائمة الأمامية اليمنى الأرض، والثانية عندما يلمس الزوج القطري المعاكس الأرض بعد استراحة قصيرة.

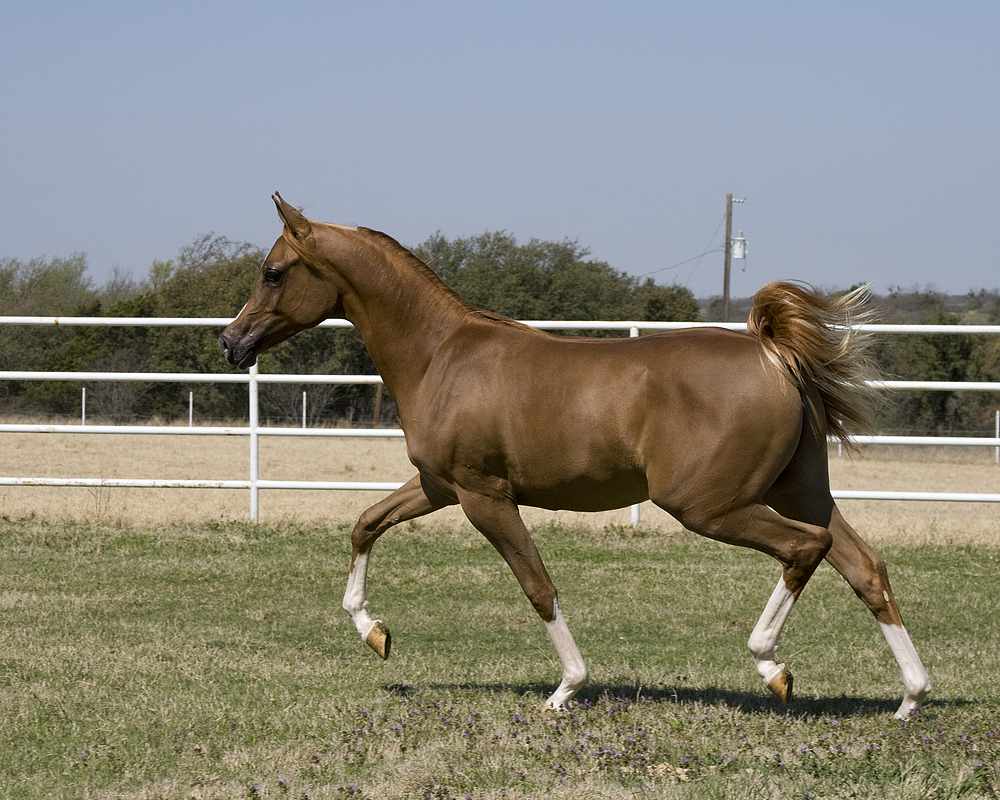
الخبب

للجواد أربع أنواع من المشي الطبيعي وعدد من خطوات السير المتخصصة المكتسبة بالتدريب والتي تعتمد غالبا على السير المتمهل أو الخطوة المنتظمة. هذه المشية الخاصة وجدت بالفطرة في بعض السلالات الأمريكية مثال(تينيسي وولكر)، سلالة السرج (سادل برد)، خبب الثعلب (فوكس تروتر) والسلالة المثالية (ستاندرد برد) كما في الخيول الايسلاندية.

## سباق الخبب

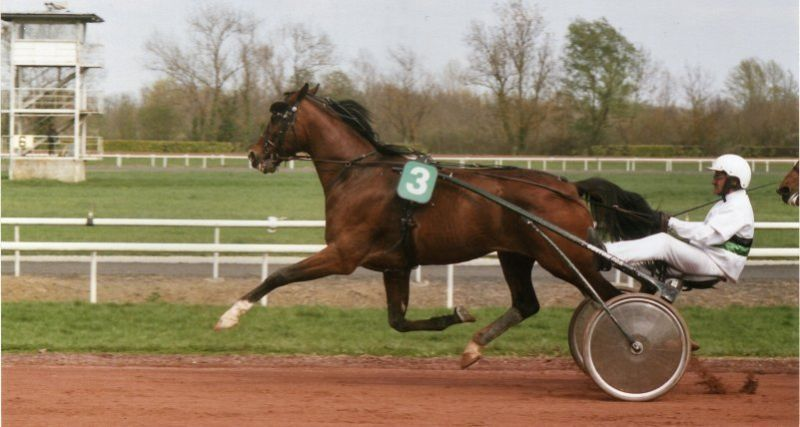
سباق الخبب

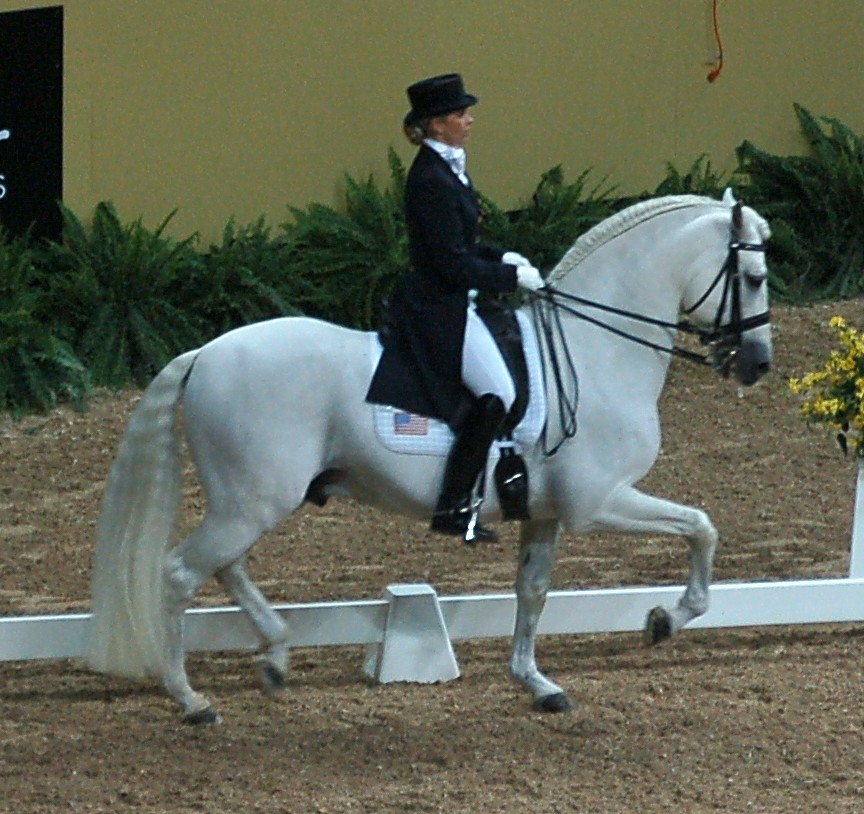
مشية الخبب في الفروسية

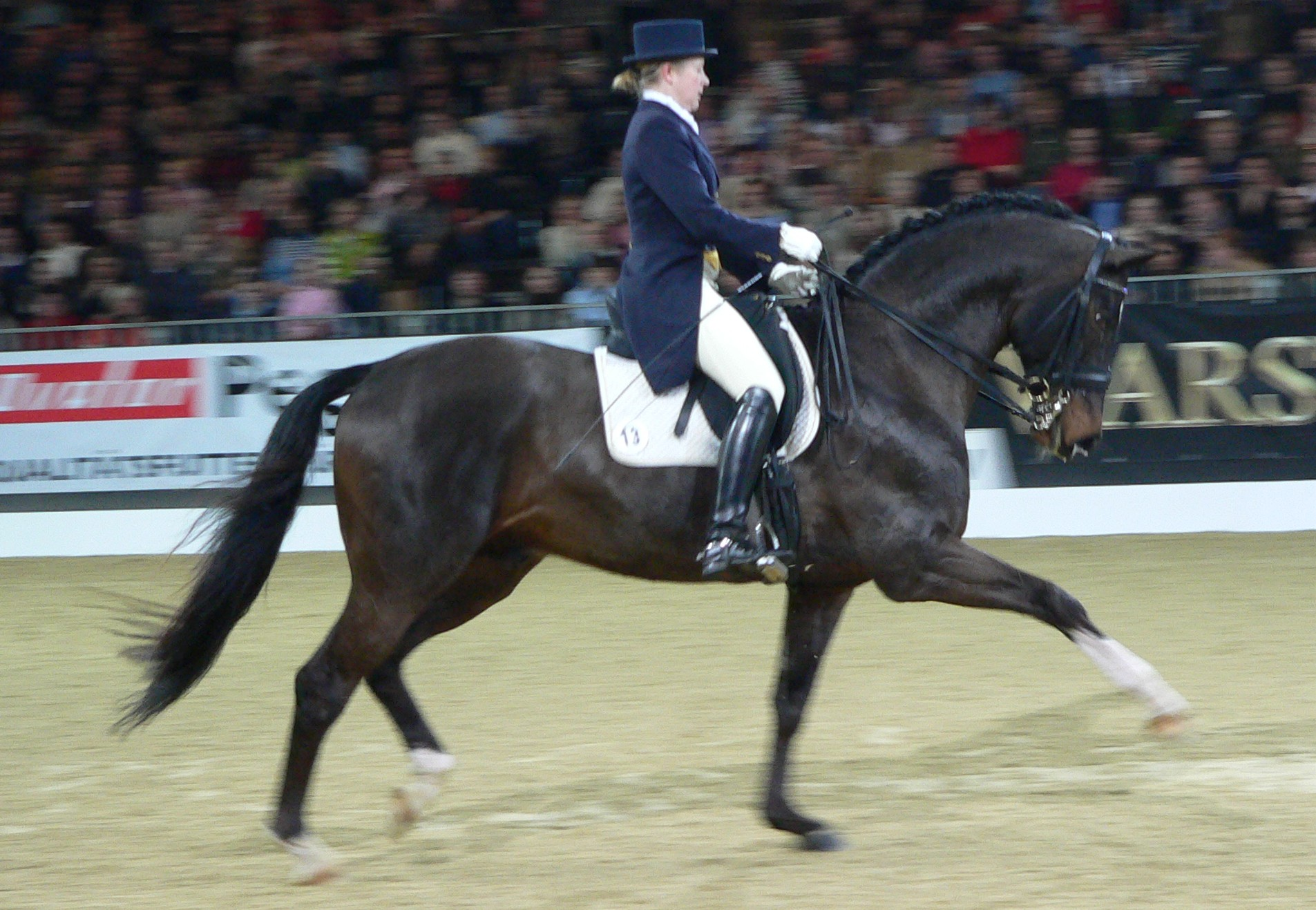
خبب متوسط.

سباق الخبب هو أحد سباقات الخيل المشهورة. في هذا السباق يقوم الخيل بجُر عربة خفيفة فيها سائق وذات عجلتين تسمى الصلكية. وهذا النوع من السباق معروف في كل من أستراليا، وكندا، ونيوزيلندا، والولايات المتحدة الأمريكية، وأغلب الدول الأوروبية، حيث يرتاده الملايين من محبي السباق سنويًا. وتجري كثير من السباقات في مضمار السباق الرئيسي، ويعمد بعض الناس إلى المراهنة على الخيول.
هناك نوعان من خيول الخبب وهي خيول الخبب وخيول العدو الخببي. يُحرك فرس الخبب رجله الأمامية على جانب واحد من جسمه والرجل الخلفية على الجانب الآخر في الوقت ذاته. أما فرس العدو الخببي، فيحرك رجليه معًا على نفس جانب جسمه. تُعد حوالي 80% من خيول الخبب في الولايات المتحدة خيول عدو خببي، وفي أغلب الدول الأوروبية، تتسابق خيول الخبب ـ فقط ـ ونادرًا ما يتسابق هذان النوعان من الخيول لأن خيول العدو الخببي أسرع مقارنة بخيول الخبب.

## الأنواع
وقد يكون الخبب على أشكال:
- خبب طويل
- خبب عادي
- خبب قصير، هربذة
- خبب معيب، هملجة

## التاريخ

جلسة الفارس في مشية خبب

أُجريت أشكال مختلفة من سباقات الخبب منذ الأزمنة القديمة. وتطور سباق الخبب الحديث في الولايات المتحدة. وقد بدأ هذا النوع من السباق في القرن الثامن عشر الميلادي على وجه الاحتمال، حيث بدأ الناس في مدينة نيويورك تسجيل سرعات الخبب عام 1806م. وفي تلك السنة، ظهر أول فرس في سباق الخبب وكان يسمى يانكي وقد قطع مسافة ميل (1,6كم) في أقل من ثلاث دقائق.
وازداد سباق الخبب شهرة في الولايات المتحدة أثناء القرن التاسع عشر الميلادي. وكانت خيول الخبب فقط تتنافس فيه حتى عام 1860م عندما أُدخل سباق العدو الخببي.
انخفضت الأرباح في سباق الخبب في الولايات المتحدة في أوائل القرن العشرين بعد أن استُبدلت الخيول بالسيارات، فأصبحت هي الوسائل المعروفة للمواصلات. ورغم ذلك، نمت شعبية هذه الرياضة مرة أخرى في الأربعينيات من القرن العشرين الميلادي، وذلك بعد إدخال الرهان المشترك وسباقات الليل. وقد تم إدخال بوابة البداية المتحركة للسباق عام1946م.
خيول الخبب. هي الخيول ذات النسل القياسي أي نسل تطور من خيول أصيلة. ويُعد الحصان ميسنجر أول فرس منتج لنسل الخبب الشهير. وقد جُلب هذا الفرس إلى الولايات المتحدة من إنجلترا عام 1788م. ويُعرف الفرس هامبلتونيان وهو أحد سلالة ميسنجر بالأب الكبير لخيول الخبب. وللخيول العربية شهرة كبيرة في سباق الخبب.

## وصلات خارجية
سباق الخبب موسوعة الجياشي
فلسفة وضع الفارس اثناء الخبب والجري - منتديات عالم الفروسية
الموسوعة المعرفية الشاملة